# ۱۰۵۱ (خورشیدی)
۱۰۵۱ هزار و پنجاه و یکمین سال هجری خورشیدی است.